# حفل توزيع جوائز الأوسكار العشرون
حفل توزيع جوائز الأوسكار العشرون (بالإنجليزية: 20th Academy Awards)‏ هو حدث نظمته أكاديمية فنون وعلوم الصور المتحركة لتكريم أفضل الأفلام لسنة 1947. أقيم الحفل بتاريخ 20 مارس، 1948 في شراين أوديتوريوم، لوس أنجلوس، كاليفورنيا، وقدّمه أغنيس مورهيد وديك باول. في هذه الدورة، فاز فيلم اتفاقية الشرف بجائزة أفضل فيلم، وحاز الممثّل رونالد كولمان على جائزة أفضل ممثّل، ونالت الممثلة لوريتا يونغ جائزة أفضل ممثّلةٍ، وكانت جائزة الأوسكار لأفضل مخرج من نصيب المخرج إيليا كازان.
أكثر الأفلام ترشيحاً للحصول على جوائز كان فيلم اتفاقية الشرف حيث تلقّى 8 ترشيحات، بينما أكثرها فوزاً كان فيلم اتفاقية الشرف وفيلم معجزة في شارع 34 حيث فاز كلٌّ منهما بـ 3 جوائز.

## الجوائز
- جائزة أفضل فيلم:

اتفاقية الشرف
- جائزة أفضل مخرج:

إيليا كازان
- جائزة أفضل ممثّل:

رونالد كولمان
- جائزة أفضل ممثّلة:

لوريتا يونغ
- جائزة أفضل ممثّل مساعد:

إدموند غوين
- جائزة أفضل ممثّلة مساعدة:

سيليست هولم
- جائزة أفضل سيناريو مقتبس:

معجزة في شارع 34
- جائزة أفضل موسيقى تصويريّة:

أم ترتدي السراويل الضيقة - حياة مزدوجة
- جائزة أفضل تأثيرات بصريّة:

جرين دولفين ستريت
- جائزة أفضل خلط أصوات:

زوجة الأسقف

## وصلات خارجية
- حفل توزيع جوائز الأوسكار العشرون على موقع IMDb (الإنجليزية)
- حفل توزيع جوائز الأوسكار العشرون على موقع ميوزك برينز (الإنجليزية)
- الموقع الرسمي لجوائز الأكاديمية.
- الموقع الرسمي لأكاديمية فنون وعلوم الصور المتحركة.
- قناة جوائز الأوسكار على موقع يوتيوب (تُديره أكاديمية فنون وعلوم الصور المتحركة).
- مقتطفات فيديو من أكاديمية فنون وعلوم الصور المتحركة.